# Joseba Segura Etxezarraga

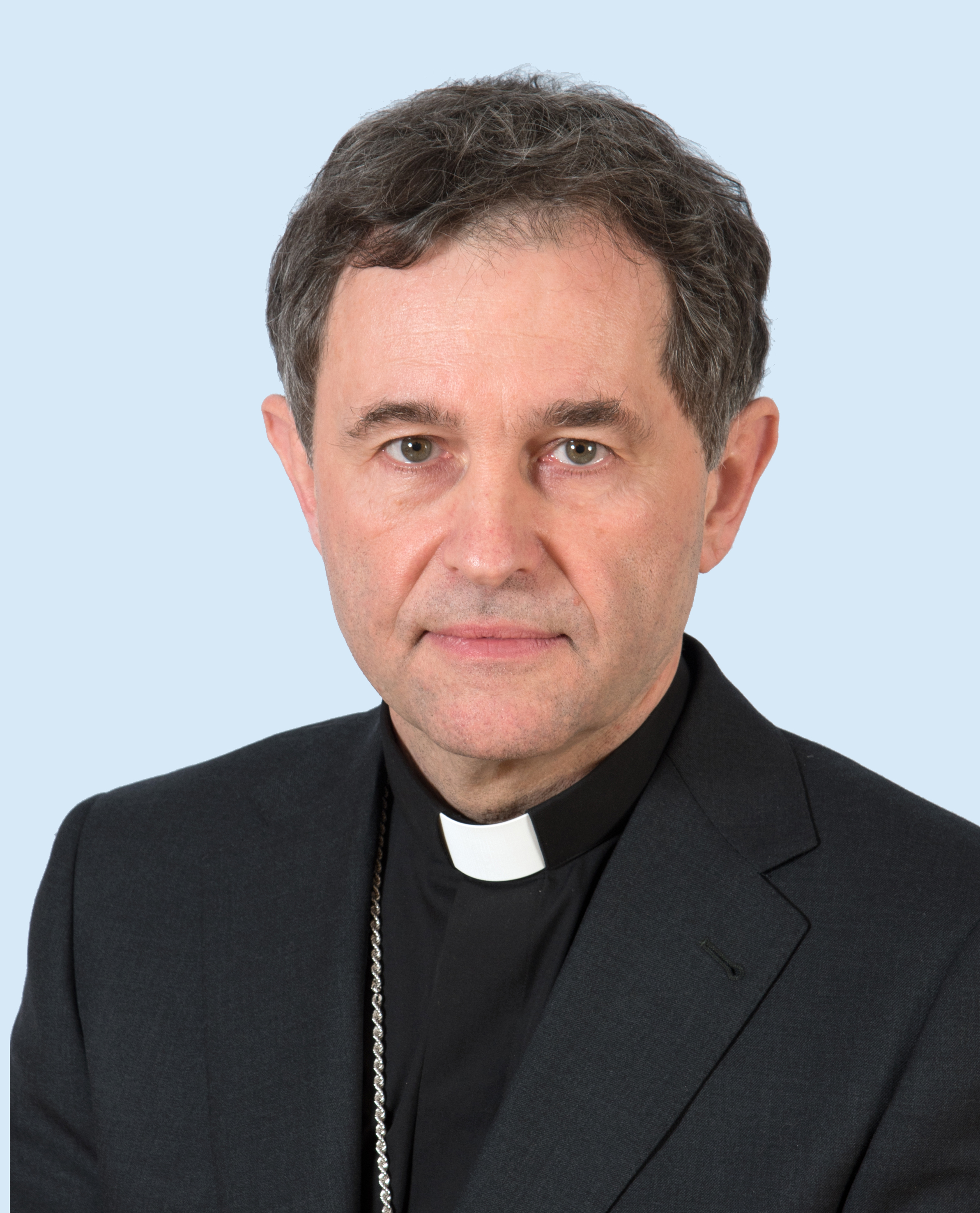
Joseba Segura Etxezarraga (2019)

Wappen als Weihbischof

Joseba Segura Etxezarraga (* 10. Mai 1958 in Bilbao) ist ein spanischer Geistlicher und römisch-katholischer Bischof von Bilbao.

## Leben
Joseba Segura Etxezarraga empfing am 4. Januar 1985 das Sakrament der Priesterweihe für das Bistum Bilbao.
Nach weiteren Studien erwarb er an der Universidad de Deusto das Lizenziat in Psychologie und wurde zum Dr. theol. promoviert. Außerdem erwarb er am Boston College einen Doktortitel in Wirtschaftswissenschaften.
Neben verschiedenen Aufgaben in der Pfarrseelsorge war er Diözesanbeauftragter für die Caritas und Mitglied des Priesterrats. Von 2006 bis 2017 war er in Ecuador als Mitarbeiter der Bischofskonferenz für karitative Fragen tätig. Nach der Rückkehr in die Heimatdiözese wurde er erneut Pfarrer. Er wurde im April 2018 zum Generalvikar des Bistums Bilbao ernannt und trat dieses Amt zum 18. September desselben Jahres an.
Papst Franziskus ernannte ihn am 12. Februar 2019 zum Titularbischof von Basti und zum Weihbischof in Bilbao. Der Bischof von Bilbao, Mario Iceta, spendete ihm am 6. April desselben Jahres in der Kathedrale von Bilbao die Bischofsweihe. Mitkonsekratoren waren der emeritierte Erzbischof von Saragossa, Manuel Ureña Pastor, und der Erzbischof von Oviedo, Jesús Sanz Montes OFM. Sein Wahlspruch Scio enim cui credidi (deutsch: Denn ich weiß, wem ich geglaubt habe) entstammt dem 2. Brief des Paulus an Timotheus 2 Tim 1,12 .
Am 11. Mai 2021 ernannte ihn Papst Franziskus zum Bischof von Bilbao. Die Amtseinführung fand am 3. Juli desselben Jahres statt.